# Académie nationale de Reims
Pour la circonscription éducative, voir Académie de Reims.
L’Académie nationale de Reims est une société savante, fondée en 1841 à Reims et autorisée le 6 décembre de cette même année.

## Historique
Quoique cette ville ait eu plusieurs réunions savantes avant 1789, l’existence de l’Académie de Reims ne se rattache à aucune société antérieure. Sa première organisation remonte au 15 mai 1841. Elle a été autorisée à se constituer définitivement par arrêté ministériel du 6 décembre de la même année et ses statuts ont reçu l’approbation du chef de l’État par ordonnance du 15 décembre 1846. Par lettre du 30 décembre 1852, M. le ministre de l’Instruction publique lui a reconnu le droit de porter le titre d’Académie Impériale.
Les réunions avaient lieu à l’Archevêché le 2e et le 4e vendredi de chaque mois, excepté pendant les vacances commençant en aout et finissant en novembre, et que précédait une séance solennelle où étaient entendus les rapports sur les concours et où les prix étaient distribués.
À l’origine, l’Académie comptait trente membres titulaires, dix associés résidants et un nombre indéterminé de membres honoraires et de membres correspondants. Parmi les membres titulaires on distinguait alors quatorze membres fondateurs, y compris Thomas Gousset, archevêque de Reims, et quinze membres élus.
La première liste, publiée en 1843, comprend quatre-vingt-dix-neuf correspondants, quatre membres honoraires et un membre d’honneur, Abel François Villemain, alors ministre de l’Instruction publique, titre donné, depuis, à deux autres ministres.
En 1846, les associés résidants sont devenus membres titulaires, et le nombre de ces derniers a été porté à quarante-cinq. Ce nombre n’a pas varié depuis. Celui des correspondants est actuellement de deux cent vingt, et celui des membres honoraires, de quarante.
Le Bureau de l’Académie se compose des officiers suivants : ordinairement un Président d’honneur, qui est l’Archevêque de Reims, et prend ce titre après une année de présidence, un Président annuel, un Vice-Président, un Secrétaire général, un Secrétaire archiviste, un Trésorier. Enfin, un Conseil d’administration composé de trois membres, outre le Bureau.

## Siège
Son siège se trouvait, à l’origine, au Palais du Tau. Aujourd’hui, elle siège au 17 rue du Jard à Reims.

## Membres

### Membres fondateurs
- Mgr Gousset, archevêque de Reims ; abbé Clair Bandeville, aumônier du collège royal, chanoine honoraire ; Mr. Bouché de Sorbon, bâtonnier de l’ordre des avocats ; Narcisse Brunette, architecte de la ville ; Me Théophile Contant, notaire ; Pierre-Auguste Dérodé-Géruzez, membre du Conseil Général de la Marne ; Louis Fanart, membre du comité d’Instruction primaire ; Henri Fleury-Dérodé, rédacteur en chef de l’Ardennais ; Charles Auguste Herbé, peintre ; Dr Hector Landouzy, membre correspondant de l’Académie Royale de Médecine ; Roland Maille-Leblanc , Président de la Chambre et du Tribunal de commerce ; Chanoine Jean-Jacques Nanquette, curé de Saint-Maurice, chanoine honoraire ; Louis Paris, bibliothécaire de la ville de Reims, membre du Comité Historique ; Henri Robillard, juge d’instruction ; vicomte Irénée Ruinart de Brimont, ancien maire et député de Reims ; Étienne Saubinet, membre de la Société d’Agriculture, Sciences et Arts du département de la Marne ; Gilbert de Savigny, directeur de l’École secondaire de Médecine de Reims ; Prosper Tarbé, Substitut du Procureur du Roi à Versailles ; Mr. Vincens de Gourgas, proviseur du Collège royal de Reims[1].

### Présidents
L’Académie a eu pour présidents annuels : 
- Mgr Gousset, cardinal, archevêque de Reims, (années 1841-43, 1844-45, 1846 47, 1848-49, 1851-52)
- Mgr Landriot, archevêque de Reims (1867-68)
- Bonneville de Marsangy, procureur du roi (1843-44)
- Wagner, propriétaire (1845-46);
- Hector Landouzy, docteur en médecine, directeur de l’École de médecine (1847-48, 1852-53, 1857-58)
- Dubois, procureur de la République (1849 50)
- Maxime Sutaine, négociant en vins (1850-51, 1859-60)
- Rohault de Fleury[Lequel ?], procureur impérial (1853-54).
- Emile Dérodé, avocat, député (1854-55)
- Robillard, vice-président du tribunal (1853-56, 1861-62, 1868-69)
- G. Massé, président du tribunal (1856-57)
- Joguet, proviseur du lycée (1858-59)
- Henri Paris, avocat, depuis maire de Reims (1861-62, 1864-65)
- Leseur, avoué (1862-63) ; Piéton, avocat (1863-64, 1873-74)
- Louis Joret-Desclosières, sous-préfet (1866-67)
- Duchataux, avocat (1867-68)
- Simon Dauphinot, négociant, maire de Reims, depuis député et sénateur (1869-70)
- Gosset père, architecte (1870-72)
- Tourneur (l’abbé), vicaire général (1872-73)
- Victor Diancourt, maire de Reims (1874-75)
- cardinal Benoît Langénieux, archevêque de Reims(1875)
- Me Henri Paris (1876)
- chanoine Philippe Deglaire, archiprêtre (1877)
- Me Henri Paris (1878)
- Me Victor Duchâteau (1879)
- Mgr Victor Tourneur (1880),
- Me Ferdinand Pieton (1881),
- M. Prosper Soullié, professeur de lycée (1882),
- Charles Loriquet, conservateur de la Bibliothèque et du Musée (1883),
- 1884 : Me Auguste Leseur.
- 1885 : Dr Alfred Luton, directeur de l’École de médecine.
- 1886 : Dr Victor Lemoine, professeur à l’École de médecine.
- 1887 : M. Alphonse Gosset:
- 1888 : Charles Cerf (d) .
- 1889 : Me Henri Paris
- 1890 : Dr Arthur Decès, professeur à l’École de médecine.
- 1891 : Me Ferdinand Pieton.
- 1892 : Mgr Louis Péchenard, vicaire général.
- 1893 : Me Victor Duchâteau.
- 1894 : M. Albert Besnoit, président de la Chambre de commerce.
- 1895 : M. Alphonse Gosset
- 1896 : Me Paul Douce, notaire.
- 1897 : Mgr Ernest Cauly, vicaire général.
- 1898 : M. Léon Morel, receveur des finances.
- 1899 : Dr Octave Guelliot, chirurgien des hôpitaux.
- 1900 : Dr Georges Colleville, professeur à l’École de médecine
- 1901 : M. Maxime Bourguin, ingénieur en chef des Ponts et chaussées.
- 1902 : Me Arthur Brissart, avocat.
- 1903 : Dr Eugène Bagnerie, ophtalmologiste.
- 1904 : Dr Edmond Seuvre
- 1905 : Me Arsène Duval, avocat.
- 1906 : Dr Alexandre Bourgeois
- 1907 : M. Alphonse Gosset
- 1908 Dr Henri Henrot, ancien maire de Reims.
- 1909 : Dr Pol GOSSET, , médecin des hôpitaux.
- 1910 : Me Paul ROZEY, avocat réélu en 1925.
- 1911 : M. Ernest FRÉVILLE, receveur des finances.
- 1912 : Dr Jules LAURENT, professeur à l’École de médecine.
- 1913 : M. Ernest Kalas, architecte, réélu en 1923.
- 1914 : Louis DEMAISON, archiviste paléographe, réélu de 1915 à 1919.
- 1920 : M. Henri Jadart, conservateur de la Bibliothèque municipale.
- 1921 : Dr Jean-Baptiste Langlet, ancien maire de Reims.
- 1922 : Dr Henri LARDENNOIS, chirurgien, professeur à l’École de médecine.
- 1923 : M. Ernest Kalas
- 1924 : Dr Emile TÉCHOUEYRES, professeur à l’École de médecine.
- 1925 : Me Paul ROZEY.
- 1926 : Dr Georges RAILLIET, médecin des hôpitaux.
- 1927 : M. Maurice Hollande, secrétaire de la Chambre de commerce.
- 1928 : M. Max SAINSAULIEU, architecte.
- 1929 : Chanoine Aimable FRÉZET, curé de Saint-Jacques.
- 1930 : M. Hugues Krafft, fondateur de la Société des amis du vieux Reims.
- 1931 : Dr René JACQUINET, directeur de l’École de médecine.
- 1932 : Me André DOUCE, notaire.
- 1933 : M. Marcel FINOT, professeur de lycée.
- 1934 : M. René Druart, homme de lettres.
- 1935 : M. Charles SARAZIN, archéologue.
- 1936 : Chanoine Jean LADAME, curé-doyen de Saint-Remi.
- 1937 : M. Jean DUROY de BRUIGNAC, ingénieur.
- 1938 : M. Paul SAVY, archéologue, réélu en 1941 et 1942.
- 1939 : Pas de président élu.
- 1940 : Pas de président élu.
- 1941 : M. Paul SAVY.
- 1942 : M. Paul SAVY.
- 1943 : Chanoine Étienne ROME, directeur du Grand Séminaire.
- 1944 : M. Enguerrand Homps, homme de lettres.
- 1945 : M. Henri MENET, professeur de lycée, réélu en 1959 et 1960.
- 1946 : M. Bertrand de VOGÜÉ, négociant en vin de Champagne.
- 1947 : M. Henri DRUART, négociant en matériaux, président de la Chambre de commerce, réélu en 1964, 1965 et 1966.
- 1948 : Dr Maurice LEULIER, professeur à l’École de médecine[2],[1].

### Secrétaires généraux
- Hector Landouzy, (années 1841-45) ; Contant, notaire (1845-46) ; Georges Tarbé de Saint-Hardouin, ingénieur des Ponts et-chaussées (1846-47) ; abbé chanoine Bandeville (1847–51) ; H. Paris (1851-52) ; abbé Tourneur (1852-56) ; Leseur (1858-59) ; Loriquet (1856-58, 1859-60 et années suivantes)[1].

## Réalisations
Les principaux faits à mentionner dans l’existence de l’Académie à ses débuts sont :
1. La tenue à Reims, en 1845, d’une session du Congrès scientifique, qui peut être comptée parmi les plus brillantes et les plus fructueuses, tant à cause du grand nombre des personnes qui y ont pris part, qu’en raison des discussions qui y ont été engagées ; et, en 1861, d’un Congrès archéologique, dont les résultats ont été également utiles à la science. L’un et l’autre ont été organisés par l’Académie et présidés par le Cardinal Gousset, son président d’honneur ;
2. Les fouilles exécutées en 1860, sous la direction de l’Académie, dans les Promenades de Reims, à l’occasion de la découverte d’une grande mosaïque, qui ont permis de connaitre le tracé des anciennes rues et les destructions causées par l’invasion des Barbares aux abords de l’Arc de triomphe connu sous le nom de Porte-Mars ;
3. L’établissement, en 1864, d’une commission d’archéologie chargée de suivre les fouilles occasionnées en ville par l’exécution de nombreuses constructions, et d’organiser un musée archéologique dans un local mis à sa disposition par le Cardinal Gousset : commission dont la Ville a accepté depuis le patronage, et au soutien de laquelle elle a assuré des ressources au moyen d’une subvention ;
4. L’exhibition, dans la cathédrale, des tapisseries appartenant à cette église, et reléguées pendant de longues années dans un coin des sacristies[1].

## Travaux
Les travaux de l’Académie forment deux séries.
La première, sous le nom d’Annales, comprend deux volumes seulement, pour les années 1842-1843, 1843-1844.
La deuxième, qui a succédé à la première, est disponible sur Gallica jusqu’à l’année 1972.
Les seize premiers volumes (années 1844-52), publiés d’abord par quinzaine, puis par livraisons trimestrielles, portent le titre de Séances et Travaux ; dès la treizième (année 1850-51) on avait cessé d’y comprendre les procès-verbaux des séances. Les volumes dix-sept et suivants portent le titre de Travaux seulement.
La publication par volumes, après l’année terminée, a été préférée comme permettant de classer les Mémoires dans l’ordre des matières.
L’Académie échangeait ses publications avec 75 sociétés scientifiques ou littéraires en France et avec 3 de l’étranger. Un plus grand nombre lui envoient leurs Mémoires, mais d’une manière irrégulière.
Elle a été reconnue établissement d’utilité publique par ordonnance royale du 15 décembre 1846.
L’Académie possédait une bibliothèque d’environ 2 500 volumes en 1879, dont le dépôt était à l’Archevêché. Le catalogue de cette collection n’a pas été imprimé.

## Galerie d'images

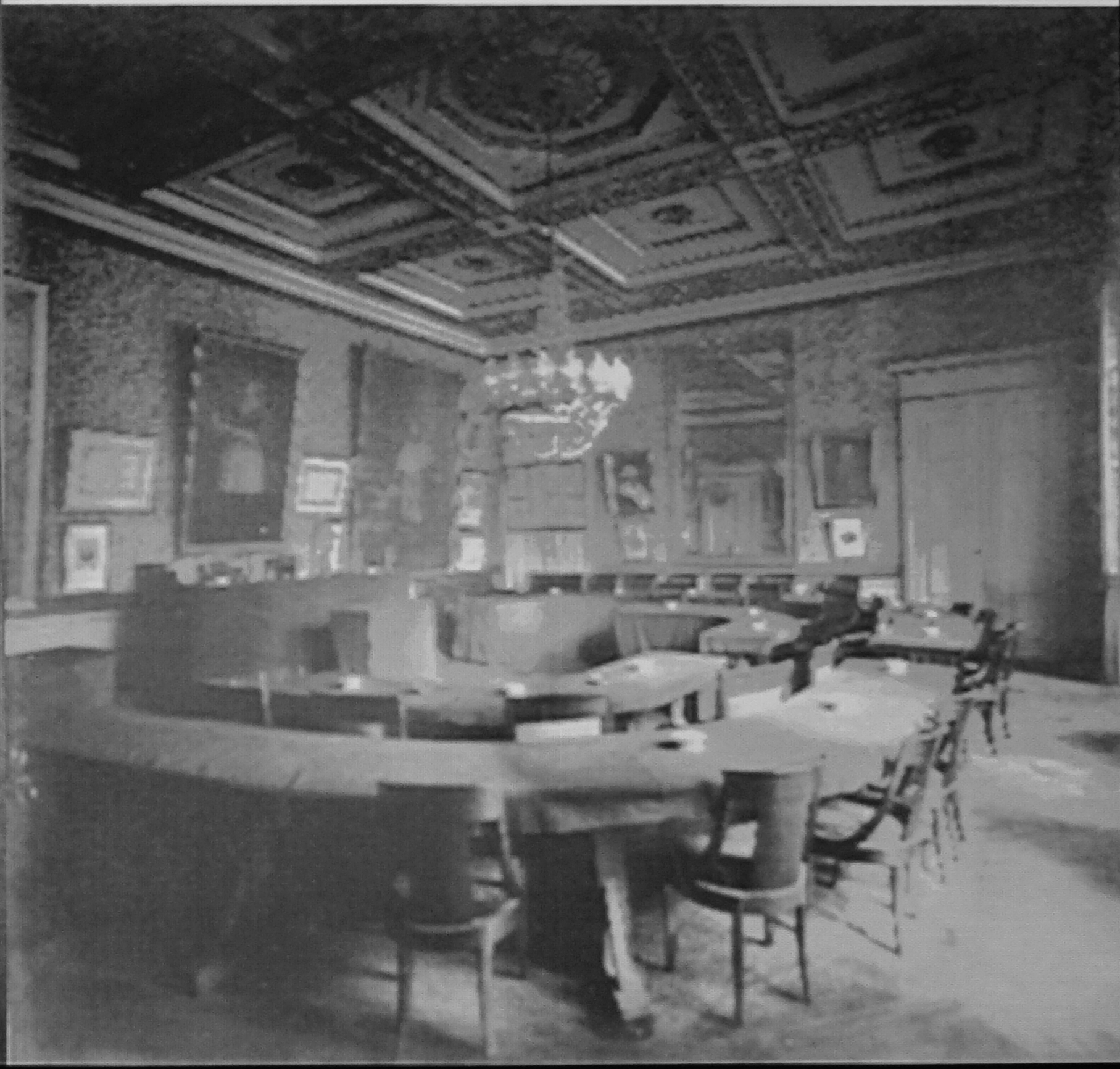
Salle de l’académie alors au Palais du Tau ;
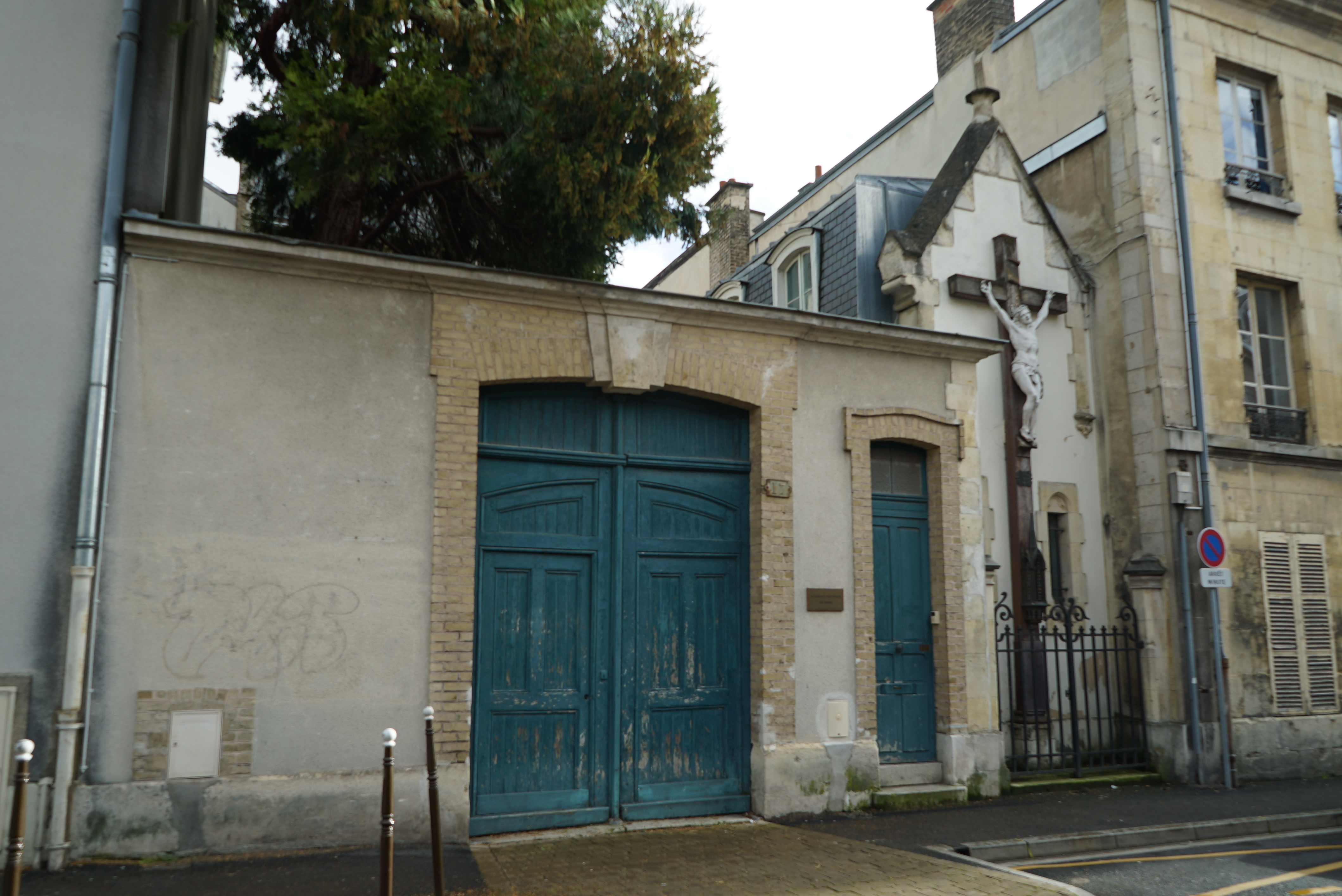
Siège actuel.
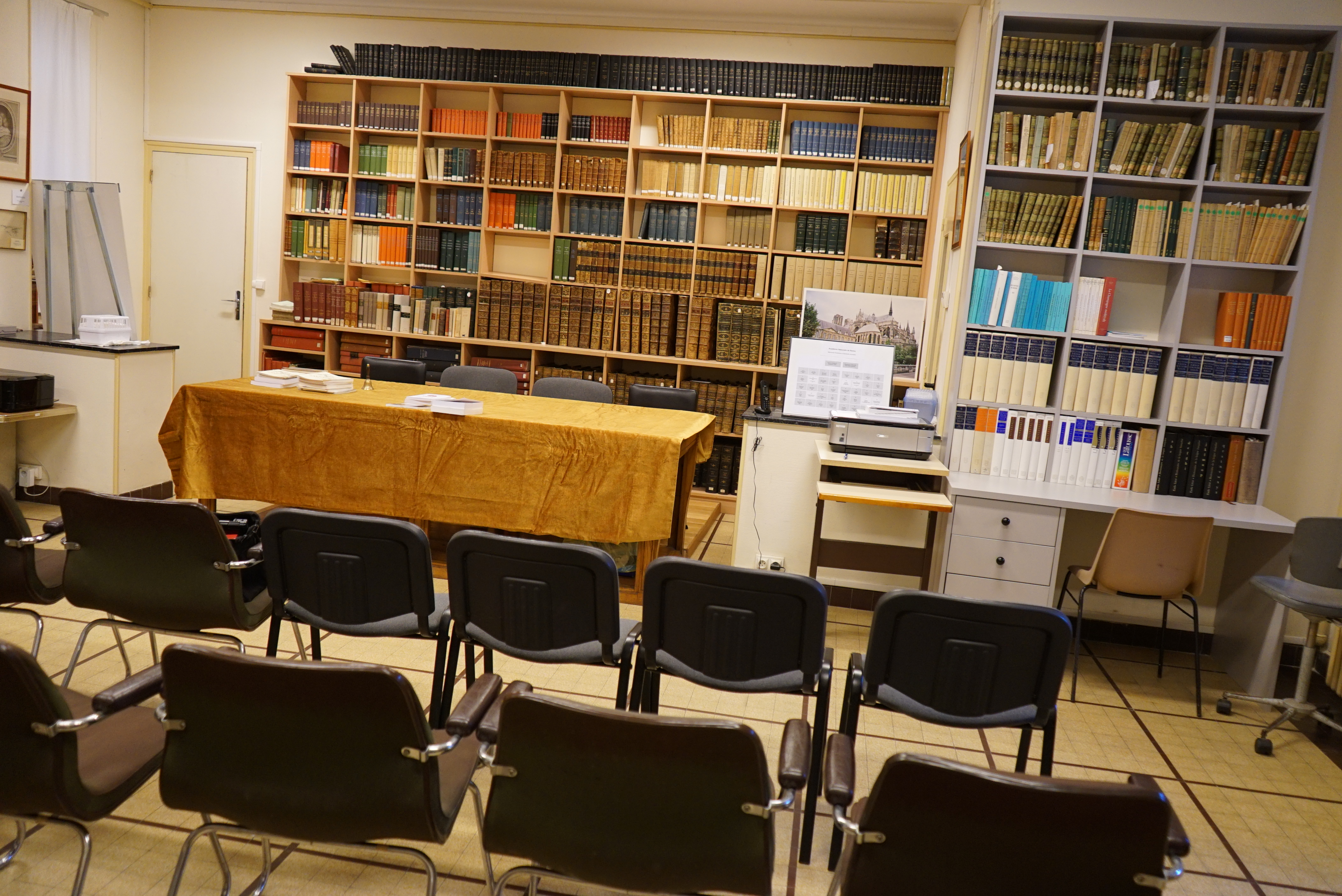
Salle de l’Académie.